# Villy Søvndal
Villy Søvndal (ur. 4 kwietnia 1952 w Linde w Struer) – duński polityk, były przewodniczący Socjalistycznej Partii Ludowej (SF), deputowany krajowy, od 2011 do 2013 minister spraw zagranicznych, poseł do Parlamentu Europejskiego X kadencji.

## Życiorys
Ukończył w 1980 kolegium nauczycielskie w Koldingu. Następnie do 1992 pracował jako nauczyciel w szkołach na terenie tej miejscowości. Od 1982 do 1994 był radnym rady miejskiej w Koldingu. Działał w organizacjach społecznych zajmujących się edukacją i wychowaniem.
W 1994 po raz pierwszy uzyskał mandat posła do duńskiego parlamentu z ramienia Socjalistycznej Partii Ludowej, od tego czasu skutecznie ubiegał się o reelekcję w kolejnych wyborach do 2011 włącznie. 28 kwietnia 2005 został przewodniczącym tego ugrupowania (pełnił tę funkcję do 2012). 3 października 2011 objął stanowisko ministra spraw zagranicznych w rządzie Helle Thorning-Schmidt. 13 grudnia 2013 odszedł z rządu.
Działał później w samorządzie regionalnym oraz lokalnym. W 2024 został natomiast wybrany do Europarlamentu X kadencji.